# A Real Pain
Pour plus de détails, voir Fiche technique et Distribution.
A Real Pain (litt. « une vraie douleur ») est une comédie dramatique américano-polonaise écrite et réalisée par Jesse Eisenberg et sortie en 2024.
Le film met en vedette Jesse Eisenberg, Kieran Culkin, Will Sharpe, Jennifer Grey et Kurt Egyiawan. Emma Stone est productrice sous sa bannière Fruit Tree fondée avec Dave McCary. Il est présenté en avant-première mondiale au festival du film de Sundance 2024.
Nommé l'un des dix meilleurs films de 2024 par l'American Film Institute et le National Board of Review, le film obtient plus de 90 nominations et se voit récompensé d’une soixantaine de prix. Kieran Culkin remporte pour sa performance l'Oscar du meilleur acteur dans un second rôle, le BAFTA et le Golden Globe Award du meilleur acteur dans un second rôle.

## Synopsis
À la suite du décès de leur grand-mère, David et Benji — deux cousins américains d'origine juive — se rendent en Pologne, pour en apprendre davantage sur leur passé et leurs racines. Dès le début du récit, on constate un grand écart entre la personnalité de David et celle de son cousin Benji ; David est d'une nature introvertie et réservée, tandis qu'à l'opposé Benji est un garçon extraverti, drôle et bavard. On suivra pendant le film l'évolution de leur relation parfois conflictuelle, parfois fusionnelle.
Ils participent notamment à une visite guidée de Majdanek, un camp de concentration nazi et un centre de mise à mort nazi, en compagnie d'un couple texan à la retraite, de Marcia, une Californienne fraîchement divorcée, d'Eloge, un survivant du génocide rwandais converti au judaïsme, et de leur guide James.

## Fiche technique
- Titre original : A Real Pain
- Réalisation et scénario : Jesse Eisenberg
- Costumes : Malgorzata Fudala
- Photographie : Michal Dymek
- Montage : Robert Nassau
- Production : Jennifer Semler, Ewa Puszczynska, Emma Stone, Dave McCary et Ali Herting
- Sociétés de production : Topic Studios, Fruit Tree et Extreme Emotions
- Société de distribution : Searchlight Pictures
- Pays de production :  États-Unis,  Pologne
- Langue originale : anglais
- Format : couleur — 2,35:1
- Genre : comédie dramatique
- Durée : 90 minutes
- Dates de sortie :
  - États-Unis : 20 janvier 2024 (festival de Sundance) ; 1er novembre 2024 (sortie nationale)
  - France : 26 février 2025[2]

## Distribution
- Jesse Eisenberg (VF : Donald Reignoux) : David Kaplan
- Kieran Culkin (VF : Alexis Tomassian) : Benji Kaplan
- Jennifer Grey (VF : Annie Le Youdec) : Marcia
- Will Sharpe (VF : Adrien Larmande) : James
- Ellora Torchia[3] : Priya
- Liza Sadovy (VF : Anne Deleuze) : Diane
- Kurt Egyiawan (VF : Grégory Lerigab) : Eloge
- Daniel Oreskes (VF : Jean Barney) : Mark

## Production

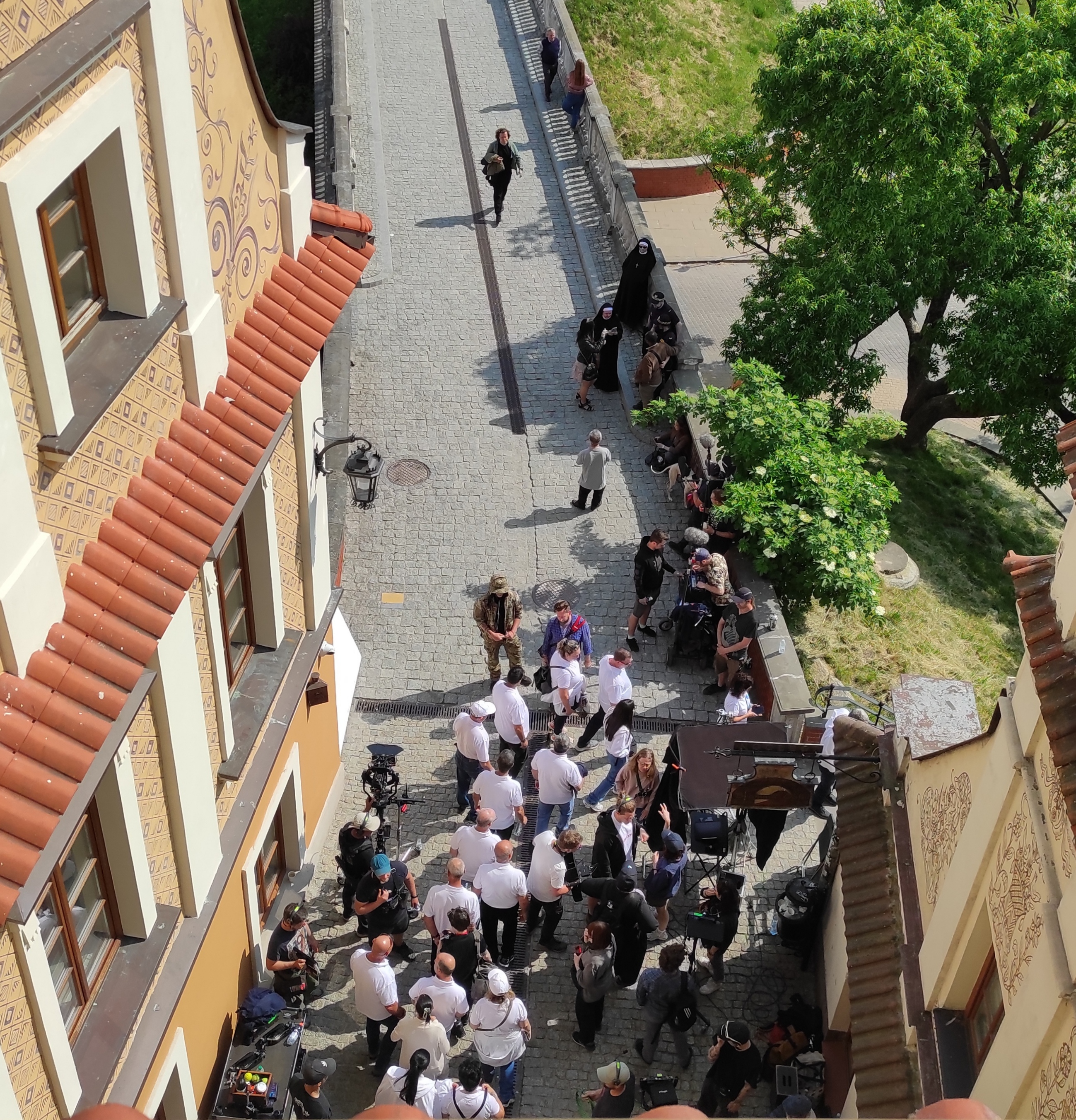
Photographie principale à Lublin.

En août 2022, il est annoncé que Jesse Eisenberg et Kieran Culkin joueraient dans le film, Eisenberg le réalisant à partir d'un scénario qu'il a écrit, avec Emma Stone et Dave McCary prêts à le produire.
Le tournage principal commence en mai 2023,.

## Musique
La bande originale de A Real Pain est presque entièrement composée de pièces pour piano écrites par le compositeur polonais Frédéric Chopin et interprétées par le pianiste israélo-canadien Tzvi Erez.

## Sortie et accueil
Il est présenté le 20 janvier 2024 en avant-première au Festival du film de Sundance 2024 dans la compétition dramatique américaine.

## Distinctions

### Récompenses
- BAFTA 2025 : Meilleur scénario original pour Jesse Eisenberg
- Golden Globes 2025 : Meilleur acteur dans un second rôle pour Kieran Culkin
- Oscars 2025 : Meilleur acteur dans un second rôle pour Kieran Culkin

### Nominations
- Golden Globes 2025 : 
  - Meilleur film musical ou comédie
  - Meilleur acteur dans un film musical ou une comédie pour Jesse Eisenberg
  - Meilleur scénario
- Oscars 2025 : Meilleur scénario original